# Сандармох
Сандармо́х (рідше — Сандормох) — лісове урочище в Медвеж'єгорському районі Республіки Карелія, за 19 км від м. Медвеж'єгорськ, неподалік від м. Повенець, де на площі 10 гектарів у 1930-х роках органи НКВС розстріляли понад 9500 осіб 58 національностей. Серед жертв — переважно спецпоселенці і в'язні з Біломорсько-Балтійського каналу і Соловецьких таборів системи ГУЛАГ СРСР, а також жителі навколишніх сіл. Усього на цій території виявлено 236 розстрільних ям.
Місце масових страт людей віднайшли громадські активісти в липні 1997 року. Радіо «Свобода» і газета «День» оголосили 2012 рік — Роком Списку Сандармоху.

## Соловецький етап
З'ясовано, що Сандармох є спеціальною територією, яку використовували органи НКВС СРСР для проведення масових страт цивільного населення. Зокрема, об'єкт Сандармох став місцем розстрілу соловецького тюремного етапу 1937 року, в якому перебували відомі діячі культури, науки, військовики, технічна інтелігенція, священство. Серед убитих — священник з Ватикану, який збирав дані про порушення прав людини в Радянському Союзі, сотні вихідців з України, зокрема митці Лесь Курбас, Микола Куліш, Микола Зеров, Марко Вороний, Валер'ян Підмогильний, Мирослав Ірчан, професори-історики Олександр Бадан-Яворенко, Сергій Грушевський, Володимир Чехівський, письменник та міністр освіти УНР Антін Крушельницький..
Органи НКВС, а згодом МГБ, КДБ СРСР та ФСБ РФ приховували місце масових убивств від родичів загиблих і громадськості. Внаслідок спецоперації чекістів восени 1937 р. слід соловецького етапу взагалі «загубився». Багато років існувало припущення, що людей втопили в Білому морі. Однак 1995 р. зусиллями директора Санкт-Петербурзького науково-дослідного центру «Меморіал» Веніаміна Іофе в архівах Регіонального управління ФСБ РФ в Архангельську знайдено оригінали документів, зокрема «альбом» розстрільних протоколів. Відповідальним за виконання вироків і одним з безпосередніх виконавців масових убивств протягом 27 жовтня і 1—4 листопада 1937 р. був капітан держбезпеки Михайло Матвєєв, заступник начальника АГУ УНКВС Ленінградської області. Йому асистував помічник коменданта УНКВС Георгій Алафер, або конвой.
Загалом ув'язнених було 1116: п'ять вироків не виконано, бо один в'язень помер, а чотирьох етаповано в інші місця.
2 липня 1997 р. спільна експедиція Карельського і Петербурзького «Меморіалів», у складі якої були, зокрема, Юрій Дмитрієв (Петрозаводськ), Ірина Фліге та Веніамін Іофе, виявила місце злочину сталіністів неподалік автомобільної траси Медвеж'єгорськ — Повенець.

## Жертви
Сандармох є одним із найбільших, добре облаштованих і відомих некрополів жертв сталінських репресій. За підрахунками дослідників, у Сандармосі розстріляно 6241 людину різної національності, віросповідання, громадянства, соціального стану та політичних поглядів. Сандармох також місце масового розстрілу 1111 в'язнів так званого «першого соловецького етапу». Серед них — видатні майстри культури, вчені, державні діячі, священнослужителі з багатьох республік СРСР. Усіх розстріляних згодом реабілітували й визнали жертвами сталінського терору.
|              |               |                      |                       |              |                   |                |                |               |                    |
| Микола Зеров | Григорій Епік | Антін Крушельницький | Валер'ян Підмогильний | Ґео Шкурупій | С. Г. Грушевський | Мирослав Ірчан | Ісмаїл Фірдевс | Язеп Мамонька | Д. І. Мелік-Єганов |

### Розстріляні українці

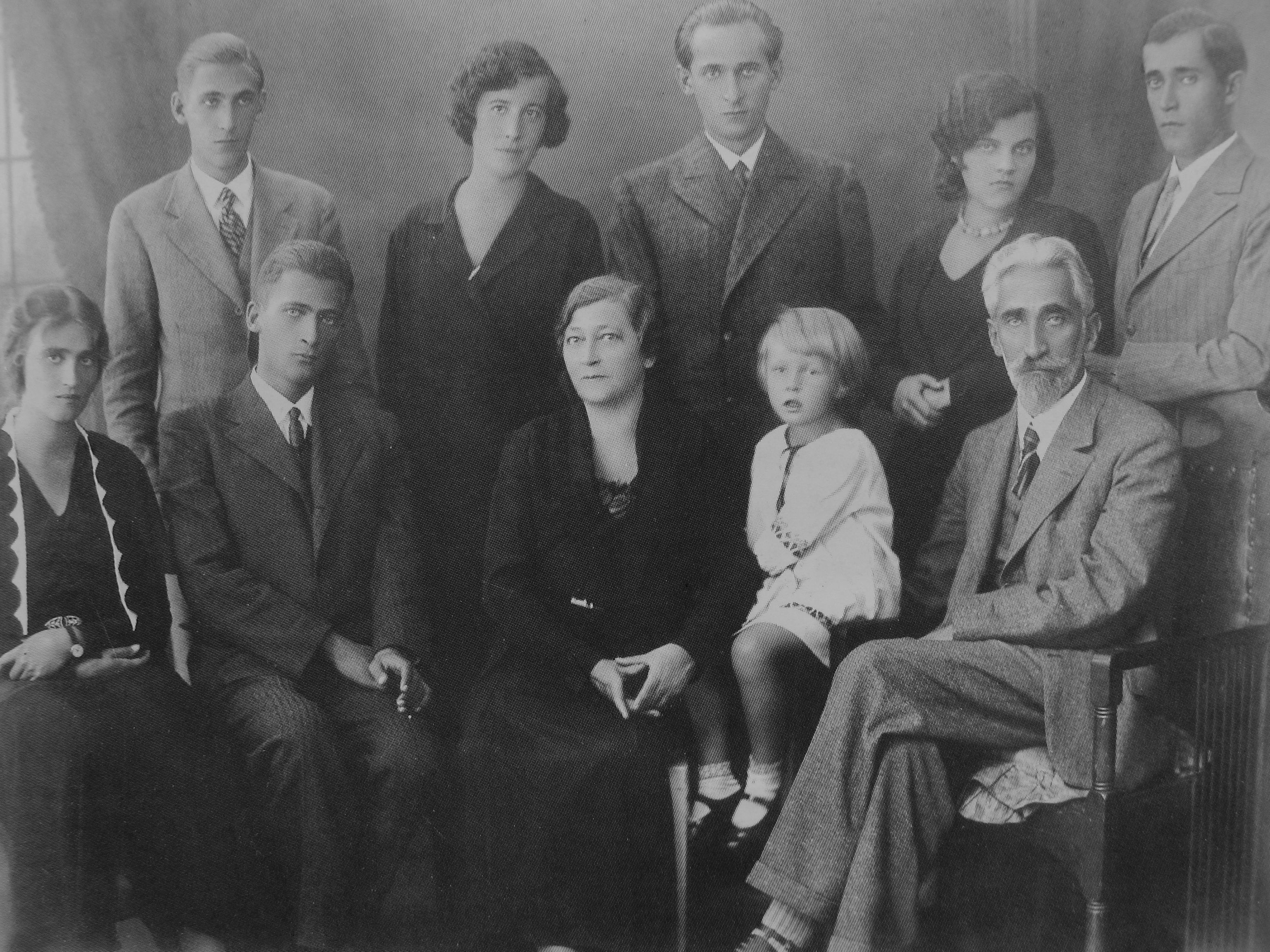
Розстріляна і знищена родина Крушельницьких. Сидять (зліва направо): Володимира, Тарас, мати Марія Тарасівна, Лариса і батько Антін Владиславович. Стоять: Остап, Галя (дружина Івана), Іван, Наталя (дружина Богдана), Богдан. Ця світлина стала символом знищення комуністами української інтелігенції.

- Авдієнко Михайло Оверкович (1892), член Української Центральної Ради та ЦК УСДРП; редактор тижневика «Радянський статистик»;
- Атаманюк-Яблуненко Василь (1897), письменник-журналіст;
- Бадан-Яворенко Олександр Іванович (1894), професор історії;
- Барбар Аркадій (1879), директор Департаменту охорони здоров'я часів Директорії;
- Бойко Іван Іванович (1892), український вчений-агроном;
- Вінницький Тарас (1890), колишній повітовий комісар Української галицької армії;
- Войтюк Яків Семенович (1894), громадський і політичний діяч на Холмщині, посол до польського Сейму (1922—1927);
- Волох Омелян (1902), полковник армії УНР, в 1933 р. — голова Українського бюро ВУЦВК Спілки шоферів;
- Вороний Марко (1904), літератор-журналіст;
- Вольф Михайло (1890), священник Римо-католицької церкви;
- Грушевський Сергій Григорович, український історик, племінник голови Центральної Ради, видатного українського історика Михайла Грушевського;
- Дятлів Петро (1883), професор, колишній член ЦК УСДРП;
- Епік Григорій (1901), письменник;
- Зеров Микола (1890), професор літератури, письменник;
- Ірчан Мирослав (1896), колишній хорунжий УГА, член Компартій Канади та Західної України, письменник-драматург;
- Косар-Заячківський Мирон (1897), член Політбюро ЦК КП(б)У;
- Крушельницький Антін (1878), колишній міністр освіти УНР, письменник;
- Крушельницький Богдан Антонович (1906), син А. В. Крушельницького;
- Крушельницький Остап Антонович (1913), син А. В. Крушельницького;
- Куліш Микола (1892), письменник-драматург;
- Курбас Лесь (1887), режисер, творець модерного українського театру;
- Любинський Микола Михайлович (1890), міністр закордонних справ УНР (1918), розстріляний 8 січня 1938 року;
- Мандель Мойсей (1893), завідувач іноземної редакції видань КП(б)У;
- Мовчанівський Яків Опанасович (єпископ Афанасій) (1887), церковний діяч, розстріляний 8 січня 1938 року;
- Озерський Юрій Іванович (1896), голова українського Держвидаву;
- Олійник Василь (1900), секретар голови РНК УРСР Любченка;
- Павлушков Микола Петрович, засновник Спілки української молоді, племінник Сергія Єфремова;
- Панів Андрій, письменник, педагог та журналіст;
- Пилипенко Борис Кузьмович, музеєзнавець, графік, член групи неокласиків Миколи Зерова;
- Підмогильний Валер'ян (1901), письменник, літературний перекладач;
- Полоз Михайло (1891), нарком фінансів УРСР;
- Поліщук Валер'ян (1897), поет, засновник модерністської групи «Авангард»;
- Решал Арон (1904), директор Всеукраїнського курортного тресту;
- Рудницький Степан Львович (1877) — український географ і картограф, академік ВУАН, основоположник української політичної та військової географії;
- Сірко Василь Петрович, учасник революційного руху на західноукраїнських землях;
- Сіяк Іван (1887), заступник голови Директорії Бессарабії «Сфатул Церій»;
- Скубко Борис Тихонович, герой українсько-російської війни 1917—1921, козак Армії УНР;
- Стрєльцов Микола Костянтинович (1890) — старшина Армії УНР, журналіст і письменник;
- Хижняк Михайло Федорович (1893) — старшина армії УНР;
- Чехівський Володимир (1876), професор історії, діяч УАПЦ;
- Шкурупій Ґео (1903), письменник, представник напряму панфутуризму;
- Яворський Олексій Климентійович (1892)  — поручник Армії УГА і УНР, педагог, науковий співробітник Всеукраїнської бібліотеки при ВУАН.

### Інші відомі жертви
- Олександр Бобрищев-Пушкін, відомий до революції адвокат, захисник Менахема Бейліса та Пурішкевича;
- Дурново Микола, московський літературознавець;
- Кузебай Герд, засновник удмуртської літератури;
- Станеско Гого, голова московського циганського табору;
- Троцький Ісаак Мойсейович, радянський історик.

Білоруський міністр Флегонт Волинець, татарський громадський діяч Ізмаїл Фірдевс, грузинські князі Ніколай Ерістов та Яссе Андронников, католицький адміністратор Грузії Шио Батмалашвілі, професор історії ВКП(б) єврей Пінхус Ґлузман, черкеський письменник князь Холід Абуков, корейський діяч Тай До, православні єпископи Алексій (воронезький), Даміан (курський), Ніколай (тамбовський), Петро (самарський), лідер баптистів СРСР Василь Колесников, представник Ватикану, отець Петер Вейґель тощо.

## Історія пошуків поховання

### Передумови
Долі вбитих під час сталінського Великого терору у 1937–1938 роках тривалий час були державною таємницею. Спочатку близьким заарештованих під час звернення відповідали, що вони «не числяться» у цій в'язниці чи органі НКВС. З 1939 року рідним повідомляли про нібито вирок на «10 років без права листування», а з кінця 1945 року — про смерть в ув'язненні з природних причин. Незважаючи ні на що, рідні продовжували цікавитися долею своїх зниклих близьких, збираючи свідчення та чутки, поступово переконуючись у їхній трагічній загибелі. 1963 року влада дозволила у відповідь на запити повідомляти про розстріли засуджених «трійками» та «двійками», але тільки якщо раніше рідним не видавалися фальшиві довідки про смерть. І лише з 1988 року це обмеження зняли.
Однак точні місця вбивств та поховань були і залишаються державною таємницею. Навіть в актах про виконання вироку вони, зазвичай, не вказувалися. Станом на кінець 2019 року список цих місць офіційно не оприлюднено. За припущенням істориків, документи про це могли бути втрачені чи знищені.

### Ранні пошуки
Наприкінці 1980-х усією країною почали виникати пошукові загони місць поховань. Їх утворювали родичі, історики, краєзнавці та журналісти. У Петрозаводську до 1990 року з почину полковника І. І. Чухіна виникло товариство «Меморіал». До середини 1990-х він склав списки страт Великого терору в Карелії за вироками карельської «трійки», московської «двійки» по Карелії та «особливої трійки» Карелії задля вершення «національних» операцій. У його таблицях вперше позначено приблизні області розстрілів, які, на відміну від цілковитої більшості інших регіонів СРСР, зазначено у звітах про виконання вироків. За цими даними, 3479 людей убито в районі Медвежої Гори (рос. Медвежья Гора, скорочено — Медгора). Після загибелі Чухіна навесні 1997 його помічник Ю. О. Дмитрієв продовжив роботу. Він розпочав пошук конкретних місць поховань, зокрема у районі Медвежої Гори. В одному з актів щодо виконання вироків, винесених на першому засіданні «трійки» щодо Карельської АРСР 7 серпня 1937 року, Дмитрієв виявив вказівку про поховання «в 500 метрах південно-західної сторони від Челбінського тракту за 10 км від станції Медгори». Однак пошуки в районі вказаного місця не мали успіху.
Водночас з цим з кінця 1980-х років ленінградський «Меморіал» намагався дізнатися про долю в'язнів Соловецького табору, які безслідно зникли 1937 року. Під той час знали, що в'язнів завели на баржі, але подальший шлях лишався таємницею. До 1990-х років існувала чутка, що людей втопили в Білому морі. 1994 року виявили копії протоколів № 81—85, 134, 198, 199, 303 особливої «трійки» по Ленінградській області, з котрих стало ясно, що операція з масового знищення в'язнів пройшла в три щаблі: 1111 осіб розстріляно з 27 жовтня по 4 листопада 1937 року, 509 — з 8 по 10 грудня, 198 — не пізніше за 20 лютого 1938 року. 1995 року В. В. Іофе та І. А. Фліге розпочали пошуки могил «першого щабля». Вони припустили, що страти відбулися в Кемі, оскільки це найближчий до Соловків материковий порт, де був пересильний табір, яким 1937 року очолював кат і чекіст М. Р. Матвєєв. При цьому 1995 року під час кар'єрних робіт у районі 6-го кілометра Ухтинського тракту вже виявили поховання 22 осіб. У ході пошуків 1996 року на цьому місці Іофе і Фліге не знайшли нових останків, проте в архіві ФСБ Карелії вони виявили документи Кемського НКВС, з яких випливало, що у серпні 1937 року розстріли в Кемі припинили через небезпеку їхнього «розконспірування».
1996 року вийшла белетризована книга начальника пресслужби УФСБ полковника Є. В. Лукіна «На катах крові немає» (рос. «На палачах крови нет»), з якої Іофе і Фліге дізналися, що кат М. Р. Матвєєв 1938 року був заарештований і засуджений, і це якимось чином пов'язано з розстрілом соловецьких в'язнів. Вони звернулися до архіву УФСБ Санкт-Петербурга з вимогою надати документи, на підставі яких Лукін написав свою книгу. Їм відмовили, посилавшись на секретність, але повідомили, що власне кримінальна справа Матвєєва зберігається в архіві УФСБ Карелії. За клопотанням депутата Держдуми В. В. Борщова Іофе і Фліге змогли частково з нею ознайомитися. Це стало поворотною віхою в пошуках зниклих в'язнів. З цієї справи дослідники дізналися, що розстріли проходили за 16 кілометрів від селища Медвежа Гора «у звичайному місці виконання вироків над ув'язненими Білбалтлагу», куди дорогою через Піндуші жертви доставлялися на автомашинах з ізолятора в Медвежій Горі.

### Пошукова експедиція
За підсумками цього відкриття восени 1996 петербурзький «Меморіал» став готувати пошукову експедицію. В. В. Іофе написав до районної адміністрації листа з проханням сприяти в пошуках місць поховання та збиранні свідчень жителів Медвеж'єгорського району. Зрештою журналістка і краєзнавець Надія Єрмолович з'ясувала, що дійсно, згідно з низкою оповідань місцевих жителів, у районі занедбаного піщаного кар'єру між Піндушами і Повенцем за сталінських часів було місце масових розстрілів. У квітні 1997 року Іофе та Фліге вирушили до Медвеж'єгорська для підготовки польових робіт. Проте виявили піщано-гравійний кар'єр за 19 кілометрів від міста. У ході уточнень в архіві з'ясувалося, що 16-й кілометр від Медвеж'єгорська після відбудови дороги у 1950-х роках відповідає сучасному 19-му, тоді ж і піщаний кар'єр почали розробляти знову, а його межі значно розширили. При цьому незайманою залишилася тільки невелика ділянка. На ній дослідники й вирішили розпочати пошуки 1 липня. У червні під час роботи в архіві УФСБ Карелії В. В. Іофе та І. А. Фліге випадково зустрілися з Ю. О. Дмитрієвим, обмінялися своїми даними й вирішили провести експедицію спільно.
1 липня експедиція розпочала шурфування передбачуваного місця поховання у старій частині кар'єру. За домовленістю з місцевою адміністрацією у земляних роботах дослідникам допомагала група солдатів. Однак усі виконані проби ґрунту дали негативний результат, не показавши порушення ґрунтових шарів. Вирішили перевірити весь периметр кар'єру. Ю. О. Дмитрієв у цей час вирушив на дослідження околиць і досить швидко виявив за 500 метрів від кар'єру в сосновому борі місце з безліччю своєрідних квадратних просідань ґрунту розміром 4 на 4 метри та приблизно 20 сантиметрів завглибшки. Під час розкопки на новому місці на глибині 2 метрів виявили людські останки. Після цього дослідники викликали представників місцевої прокуратури і склали заяву про виявлення масового поховання страчених із проханням порушити з цього приводу кримінальну справу. Судово-медичне обстеження встановило, що давність останків становить понад 50 років, а вбивство сталося шляхом пострілу в потилицю. Проте зрештою прокуратура в порушенні кримінальної справи відмовила, пославшись на давність.
За пропозицією В. В. Іофе місце розстрілу назвали Сандормох — так на старих картах називався занедбаний хутір, що лежав поблизу. У наступні дні пошукових робіт виявили й промаркували 150 розстрільних ям (згодом їхня кількість зросла до 236), а також позначили межі місцини поховання. При цьому навколо неї виявили кругову дорогу, на якій, імовірно, розставлялися конвой і охорона під час убивств.

## Меморіалізація поховання

### Створення меморіалу
Вже 14 серпня 1997 року відбулася спеціальна нарада уряду Республіки Карелія, на якій В. В. Іофе запропонував створити меморіальний цвинтар на місці виявленого масового поховання. Цей задум схвалили й 29 вересня голова уряду видав відповідну ухвалу.
Восени від шосе Медвеж'єгорськ — Повенець до місця поховання проклали дорогу, а його місцевість очистили й огородили. За проєктом зодчого В. В. Попова виконали художнє оздоблення урочища — на місці розстрільних ям і в просторово значущих точках встановили стовпчики-голубці. За проєктом архітектора Е. В. Воскресенського спорудили каплицю святого Георгія Побідоносця.
27 жовтня у 60-ті роковини від початку вбивств людей із першого соловецького щабля відбулося офіційне відкриття меморіального цвинтаря. На церемонії були присутні представники національних громад і держав: делегації Карелії, Татарстану й Удмуртії, посол України, члени генконсульств Німеччини та Польщі. Були також присутні депутати Державної думи РФ С. А. Ковальов і В. В. Борщов. Каплицю освятив митрополит Петрозаводський і Карельський Мануїл. Також поминальні служби провели за католицьким, лютеранським і юдейським обрядами. На запрошення «Меморіалу» на відкриття приїхало 50 родичів убитих соловецьких в'язнів. Були присутні родичі розстріляних мешканців Карелії. Також брала участь невелика делегація з України, у складі якої були Євген Сверстюк, Іван Драч, Лариса та Тетяна Крушельницькі. Вони встановили дерев'яний український хрест роботи скульптора Миколи Малишка.
Цього ж дня встановлено п'ять перших «групових» пам'яток Сандармоху:
1. з почину «Меморіалу» відкрили гранітний валун («Соловецький камінь») з написом: «Тут з 27 жовтня по 4 листопада 1937 р. розстріляно 1111 ув'язнених Соловецькою в'язницею»;
2. встановили православний поклонний хрест, біля якого справили панахиду за вбитими священнослужителями;
3. товариство української культури «Калина» коштом світового українства спорудило гранітний козацький хрест «Убієнним синам України» (автори Микола Малишко та Назар Білик)[18];
4. польська делегація спорудила католицький пам'ятний хрест із написом двома мовами: «До 60-річчя. Соловецьким в'язням-полякам та священикам, які знайшли місце вічного спокою на цій землі. 27.10.1997. Співвітчизники»;
5. з почину Ю. О. Дмитрієва відкрили заставний камінь з написом: «Тут буде встановлено пам'ятник жертвам політичних репресій 1937–1938 рр.».

Окрім пам'ятників групової пам'яті, у день відкриття на цвинтарі також з'явилися знаки особистої пам'яті — хрести, таблички з іменами, написи на стовпцях-голубцях.
Після церемонії відкриття на зборах представників адміністрації Карелії, національних делегацій і громадських осіб започатковано Міжнародний день пам'яті жертв Великого терору — 5 серпня. Цього дня розпочалася операція за наказом Єжова № 00447, що стала найкривавішою акцією репресій 1937–1938 років. З 1998-го щороку 5 серпня в лісі біля меморіальних знаків справляють православну і католицьку панахиди, проводять мітинги громадськості. У них беруть участь і представники України. Серед інших віддали шану убитим у Сандармоху кияни Сергій Шевченко, Василь Овсієнко, Вахтанг Кіпіані, Борис Гривачевський та інші творчі особистості, які розповіли про соловецьку трагедію в пресі й книжках: «Українські Соловки», «Архіпелаг особливого призначення», «Світло людей», «Розвіяні міфи. Історичні нариси і статті», «Соловецький реквієм», «Наган-країна», «Імперія терору» тощо.
8 серпня 2000 року постановою уряду Карелії Сандармох оголошено об'єктом культурної спадщини народів Росії регіонального значення, а його зміст покладено на Медвеж'єгорський районний музей.

### Подальша доля меморіалу

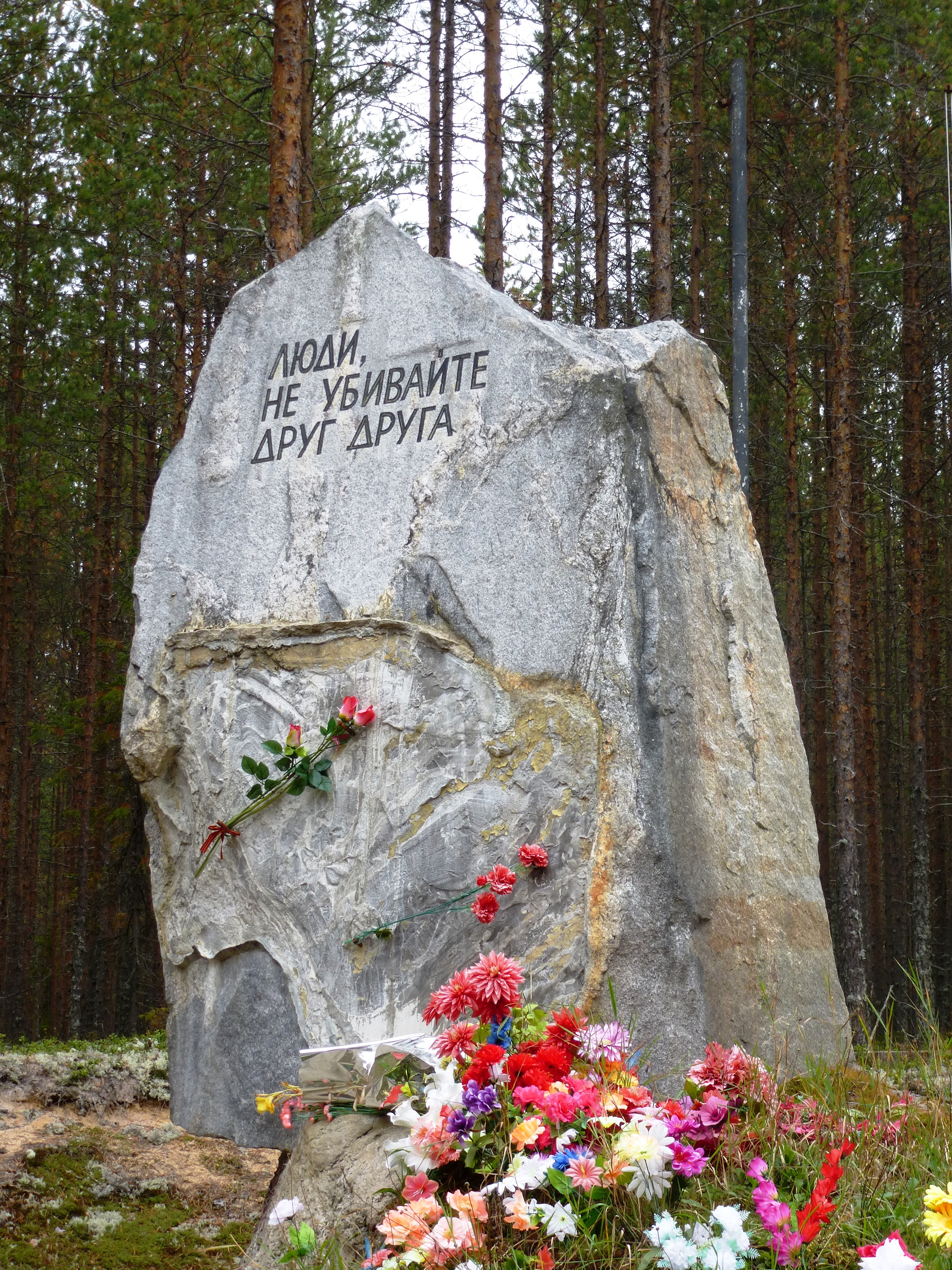
Напівзруйнований пам'ятник

Спочатку завдяки роботі петербурзького Меморіалу, що розслідував конкретний епізод Великого терору, Сандармох став переважно місцем пам'яті в'язнів Соловків. Трохи менше він був місцем пам'яті карельських жертв Великого терору, хоча згодом її питома частка присутності зросла і почала переважати у меморіальному просторі цвинтаря. Ці дві пам'яті співіснували в кількох парадигмах: пам'яті «представників еліти» та пам'яті «простих людей», регіональної пам'яті і пам'яті загальноросійської, міжнародної, пам'яті безіменних жертв і пам'яті про конкретних осіб. Останнє анітрохи не суперечило подальшій повній персоніфікації поховання Сандармоху, оскільки могили багатьох інших жертв Великого терору (зокрема в Карелії) досі не знайдено.
У Сандармосі, як і в інших подібних місцях, почали зводитися різні меморіали пам'яті, які можна поділити на три групи: особисті, групові та державні.
|                        |                                   |                   |                      |                     |                      |                    |                        |                    |                                 |                       |
| Пам'ятник мусульманам. | Церемонія біля Козацького хреста. | Пам'ятник євреям. | Естонський пам'ятник | Литовська пам'ятка. | Польський пам'ятник. | Карельський хрест. | Вайнахський пам'ятник. | Німецька пам'ятка. | Пам'ятний хрест мешканцям села. | Татарський пам'ятник. |

22 серпня 1998 року на місці раніше встановленого заставного каменю з почину Ю. О. Дмитрієва поставлено пам'ятник жертвам політичних гонінь з барельєфом «Розстріл з ангелом-охоронцем» та текстом «Люди, не вбивайте одне одного!» (рос. «Люди, не убивайте друг друга!»). Художнім керівником його створення виступив художник Г. Б. Салтуп. Протягом кількох років біля цього пам'ятника проходили офіційні траурні церемонії. Однак 1999 року втрачено металеві букви напису, а 2006 року і сам скульптурний барельєф. При цьому ряд дослідників виступили з критикою концепції пам'ятника, оскільки з нього не було зрозуміло, чому він присвячений, а його посил гранично розмитий. Влітку 1999 року відкрито ще один пам'ятник, задуманий як інформаційний додаток першому. На ньому мали розмістити напис: «Тут, в урочищі Сандармох, місці масових розстрілів, з 1934 по 1941 роки вбиті катами НКВС понад 7 тисяч ні в чому не винних людей: жителів Карелії, ув'язнених і спецпоселенців Белбалтлага, в'язнів Соловецької в'язниці. Пам'ятайте про нас, люди! Не вбивайте один одного!». Проте під час виготовлення пам'ятника майстри самовільно виключили з тексту згадку катів НКВС. Ряд дослідників розцінюють ці пам'ятники як матеріалізація державної ідеології пам'яті, в якій «є трагедія, є безневинні жертви цієї трагедії, але злочину немає і злочинців теж немає». Перший пам'ятник відреставровано лише 2020 року.
З початку 2000-х років у Сандармосі почали з'являтися колективні етнічні і конфесійні пам'ятки. Це стало наслідком осмислення так званих «національних операцій» Великого терору, відображенням національної самосвідомості й особистісних пошуків свого коріння. З почину різних етнічних і релігійних громад встановлено такі меморіали:
1. ☪ Пам'ятник мусульманам. Встановлено 5 серпня 2003 року. Напис російською й арабською мовами говорить: «Світ вам, о віряни і мусульмани, які тут лежать»,
2. Пам'ятник євреям. Поставлено 14 червня 2005 року. Напис російською мовою та івритом говорить: «Їм дам Я в домі Моїм і в стінах Моїх пам'ять та ім'я, які не згладяться. Ісая, 56:5»,
3. Козацький хрест (український). Встановлено 9 жовтня 2004 року. Посвячення українською мовою свідчить: «Убієнним синам України»,
4. Естонський пам'ятник. Встановлено 3 листопада 2007 року. Написи естонською і російською мовами: «Тут спочивають естонці, безневинні жертви сталінських репресій. 1937–1938»,
5. Литовська пам'ятка. Встановлено рік. Написи литовською, російською та англійською мовами: «Литовцям — в'язням та жертвам ГУЛАГу»,
6. Польський пам'ятник. Встановлено 26 жовтня 2007 року. Написами польською і російською мовами: «Пам'яті поляків, безневинних жертв сталінських репресій»,
7. Карельський хрест. Встановлено 5 серпня 2010 року. Напис карельською мовою: «Упокій, Господи, душі рабів Твоїх»,
8. Вайнахський пам'ятник. Встановлено 5 серпня 2011 року. Напис інгуською і російською мовами: «Невинноубієнним вайнахам (чеченцям й інгушам)»,
9. Німецька пам'ятка. Встановлено 23 червня 2012 року. Напис німецькою і російською мовами: «Російським німцям — жертвам репресій. Сумуємо, пам'ятаємо… Нащадки»,
10. Пам'ятний хрест мешканцям села. Встановлено 21 листопада 2012 року. Напис російською каже: «Землякам, жертвам сталінського терору. Пам'ятаємо сумуємо. Жителі Чупинського міського поселення»,
11. Закладна плита пам'ятника розстріляним фінам. Встановлено у липні 2014 року. Напис російською і фінською мовами: «На цьому місці з почину Інгерманландського союзу фінів Карелії буде встановлено пам'ятник безневинно розстріляним фінам»,
12. Пам'ятний хрест молдаванам. Встановлено 19 липня 2015 року. Напис російською і молдавською мовами: «На згадку молдаванам/румунам, жертвам політичних репресій. 29.VII.2015»,
13. Пам'ятник казакам (Республіки Комі). Встановлено 5 серпня 2015 року. Напис російською мовою: «Вічна пам'ять казакам — жертвам політичних репресій. Від козаків ВКО РК. Серпень 2015 року»,
14. Татарський пам'ятник. Встановлено 28 серпня 2015 року. Напис російською і татарською мовами: «Хәтерлибез. Пам'ятаємо. Пам'ятник татарам — жертвам політичних репресій 1937–1938»,
15. Грузинський пам'ятник. Встановлено у 2016 році. Напис: «Синам Грузії»,
16. Марійський пам'ятник. Встановлено у серпні 2016 року. Напис марійською мовою: «1937–1938. Шарналташ. Вічна пам'ять. Від марійського народу»,
17. Азербайджанський пам'ятник. Встановлено 30 жовтня 2017 року. Напис російською і азербайджанською мовами: «Народ Азербайджану пам'ятає і тужить за вас. Allah size rehmet elesin [Хай благословить Вас Аллах]. Від товариства азербайджанців „Одлар Юрду“ („Країна вогнів“)».

|                      |                              |                      |                                 |
| Особисті пам'ятники. | Пам'ятник І. Д. Ковтуновича. | Особисті пам'ятники. | Хрест єпископа Петра (Руднєва). |

При цьому в Сандармосі з самого його відкриття відвідувачі встановлювали та продовжують встановлювати різні особисті знаки пам'яті: написи на стовпцях-голубцях, хрести, таблички, каміння.
У Міжнародний день пам'яті жертв Великого терору 5 серпня у Сандармосі проводяться офіційні траурні церемонії. З 2006 року вони походять біля соловецького каменю. Цього дня у церемонії беруть участь безліч офіційних делегацій, у тому числі з більшості європейських держав. Після загальних зборів учасники зазвичай розходяться приватними меморіалами (етноконфесійними й особистими). Там відбуваються групові та сімейні жалобні церемонії, релігійні служби. Багато учасників після цього здійснюють обхід усіх пам'яток поховання.
З 1998 року щорічно проводяться Міжнародні Дні пам'яті «Сандармох — Соловки», які змінили закладену 1989 року традицію днів пам'яті Соловків. Тепер маршрут починається з траурного мітинґу 5 серпня у Сандармосі, а потім люди переїжджають на Соловецькі острови, де 7 серпня в Алеї пам'яті біля Соловецького пам'ятника відбувається другий траурний мітинґ.
Офіційна церемонія також щорічно відбувається у Сандармосі 30 жовтня у державний День пам'яті жертв політичних репресій у СРСР. В інший час це місце відвідують численні екскурсії.
4 червня 2010 року патріарх Російської православної церкви Кирило Гундяєв у супроводі кількох єпископів відвідав Сандармох та відправив богослужіння на місцях розстрілів. На службі були присутні глава Карелії С. Л. Катанандов, голова республіканського парламенту А. Б. Переплеснін, мер Петрозаводська М. І. Левін та багато інших.
27 жовтня 2017 року, у 80-ті роковини масових розстрілів української інтелігенції в урочищі Сандармох (27.10 – 04.11.1937), оголошено Днем пам'яті, який відзначався в Україні на державному рівні.

## Протистояння

### Спроби замовчування пам'яті. Справа Юрія Дмитрієва
У 2010-х роках змістове значення меморіального цвинтаря Сандармоха дещо змінилося. 2013 року на ньому відкрили поклінний хрест із написом: 

«Цей поклонний хрест встановлено козаками Медвеж'єгорського району на згадку про безневинно вбитих козаків. Помоліться за них, люди добрі. Освячено 5 серпня 2013 року священнослужителем Петрозаводської та Карельської єпархії ієреєм Романом (Соболєв). Хай послужить цей святий хрест захистом нам від усіх ворогів Землі Руської».
Оригінальний текст (рос.)
«Сей поклонный крест установлен казаками Медвежьегорского района в память о невинно убиенных казаках. Помолитесь о них, люди добрые. Освящён 5 августа 2013 года священнослужителем Петрозаводской и Карельской епархии иереем Романом (Соболев). Да послужит этот святой крест защитой нам от всех врагов Земли Русской»

2016 року встановлено так званий «пам'ятник росіянам» з написом: «Російським людям, невинно вбитим в урочищі „Сандармох“». Ці пам'ятки стилістично нагадують інші етноконфесійні знаки. Однак сентенцію про «ворогів Землі Руської» розкритикували дослідники «Меморіалу» як спробу перекласти провину за радянські репресії на «неросійських ворогів». Крім того, уявлення щодо придушення російського народу сильно вписувалося в концепцію російського націоналізму, внаслідок чого в цих знаках вбачали прагнення замовчувати тему відповідальності держави за терор та шовіністичний виступ проти «чужої пам'яті» інших народів.
2014 року, після загарбання Криму в України та озброєного нападу російських загонів на Донбасі, Дні пам'яті 5 серпня вперше пройшли без раніше завжди численної делегації України. На жалобному вічі члени «Меморіалу» Юрій Олексійович Дмитрієв та Ірина Анатоліївна Фліге зі сцени звинуватили російську владу в агресії проти сусідньої країни, а також заявили про відновлення державного насильства і розповіли про сучасних політичних в'язнів. У відповідь на це наступного року у Дні пам'яті адміністрація звела виступи до мінімуму. Урвавши слово, Ю. О. Дмитрієв знову спробував торкнутися насущних питань, але його перервали. 2015 року петербурзький «Меморіал», члени якого відкрили Сандармох та брали активну участь у його подальшій долі, був оголошений Міністерством юстиції «іноземним агентом», у відповідь на що спілка товариства звинуватила державу в «навішуванні тавра» і перешкоджанні роботі. Як наслідок карельські чиновники стали сприймати пам'ять про політичні репресії як «незручну»: це відбувалося навіть на тлі розмов на федеральному рівні про третю «десталінізацію» і підготовці відкриття меморіалу «Стіна скорботи» у Москві, хоча ця політика не була послідовною, а «зверху» приходили протилежні за змістом повістки. Участь у траурних заходах іноземних делегацій і політиків, а також вітчизняних правозахисників й опозиціонерів насторожувала чиновників, а з 2016 року уряд Карелії став повністю нехтувати Дні пам'яті у Сандармосі.
13 грудня 2016 року за анонімним доносом заарештували Ю. О. Дмитрієва, якого спочатку звинуватили у виготовленні дитячої порнографії, потім — у розпусних діях щодо малолітньої прийомної дочки та в незаконному зберіганні зброї. 5 квітня 2018 року його виправдали за першою частиною звинувачення і засудили за зберігання зброї, але 14 червня 2018 року Верховний суд Карелії скасував вирок і направив справу на новий розгляд. 28 червня того ж року Слідчий комітет Росії оголосив про порушення нової кримінальної справи щодо Ю. О. Дмитрієва: його звинуватили у діях сексуального характеру, скоєних щодо падчерки. Влітку 2020 року суд виправдав його за статтями про виготовлення порнографії, розпусних дій і зберігання зброї, але засудив за насильницькі дії сексуального характеру на 3,5 року в'язниці. Ряд спостерігачів припустили, що оскільки цей строк утричі нижчий за нижню межу, встановлену законом, історика мали незабаром відпустити з урахуванням проведеного в СІЗО часу, проте 29 вересня Верховний суд Карелії ухвалив новий вирок — 13 років позбавлення волі. Ціла низка правозахисників і громадських лідерів заявила, що переслідування Ю. О. Дмитрієва є сфабрикованою з політичних мотивів кримінальною справою, пов'язаною з професійною діяльністю історика (зокрема в Сандармосі).
У жовтні 2018 року директор Медвеж'єгорського музею історик С. І. Колтирін, який був головним доглядачем меморіального цвинтаря, був заарештований за звинуваченням у розпусних діях щодо неповнолітнього і незаконного зберігання зброї. У травні 2019 року він був засуджений до дев'яти років позбавлення волі, а в ніч проти 2 квітня 2020 року помер у тюремній лікарні в Медвеж'єгорську від онкологічного захворювання. Оскільки історик С. І. Колтирін також наполегливо опонував гіпотезу про жертви фінських концтаборів, похованих у Сандармосі, то його переслідування деякі спостерігачі також розцінили як можливе переслідування за професійну діяльність. Ці процеси активно висвітлювалися державними ЗМІ, які паралельно прагнули виганьбити «Меморіал».

### Гіпотеза про жертв фінських концтаборів, похованих у Сандармосі
2016 року доктора історичних наук, професора Петрозаводського університету Ю. М. Кілін та С. Г. Веригін висунули гіпотезу про те, що в Сандармосі можуть бути поховані жертви фінських концтаборів часів Радянсько-фінської війни 1941—1944 років. Основою цього припущення, за словами Веригіна, стали деякі документи з архівів ФСБ. Незабаром після цього телеканал «Звезда» опублікував на своєму сайті низку цих документів, наданих журналістам ФСБ, які нібито підтверджують гіпотезу. 2017 року в карельському університеті відбувся круглий стіл на тему «фінської версії», на якому вона зазнала великої критики. І хоча самі її автори визнали факт поховання в Сандармосі тисяч жертв політичних гонінь, говорячи лише про можливу також наявність в урочищі і могил військовополонених, проте в пресі з'явилося безліч публікацій про нібито фальсифікацію «Меморіалом» своїх досліджень. При цьому історики говорили про десятки, можливо, сотні розстріляних військовополонених, тим часом як ті ж ЗМІ заявляли про тисячі жертв. В околицях Медвеж'єгорська дійсно було шість фінських таборів, але жоден з них не лежав поряд із Сандармохом. Всі вони були невеликими за кількістю ув'язнених, а більшість із загиблих в них в'язнів померли не від розстрілу, а від важких умов утримання. При цьому раціонального пояснення потреби вивозити й ховати загиблих за кілька кілометрів від найближчої в'язниці прихильники «фінської версії» не надали. Історики-опоненти також вказують, що виявлення в ході війни фінською владою секретного місця масових страт неодмінно використала б їхня пропаганда з метою паплюження СРСР, як вчинили в схожих обставинах з Катинню німці.
2018 року Російське військово-історичне товариство, очолюване тодішнім міністром культури В. Р. Мединським, влаштувало на підтримку «фінської версії» пошукову експедицію в Сандармох. Безпосередньо польові дослідження провела з 25 по 28 серпня група РВІТ на чолі з С. А. Баріновим та О. І. Тітберією. При цьому дозволу на роботу на ділянці об'єкта культурної спадщини вони не отримували. Під час експедиції знайшли останки п'яти осіб, причому ще до появи вислідів експертизи прозвучала заява, що вони належать радянським військовополоненим часів Великої Вітчизняної війни, а не жертвам Великого терору. Однак на пресконференції 7 вересня науковий директор РВІТ М. Ю. Мягков зазначив, що питання щодо належності останків залишається відкритим. Влітку 2019 озвучили висліди осінніх експертиз знайдених останків, в оцінці яких сторони розійшлися. Представники РВІТ і С. Г. Веригін оголосили про підтвердження «фінської версії», тоді як їхні опоненти заперечували: зокрема стверджувалося, що експертизи не містили даних про одяг, який, за твердженням, РВІТ, виявлено на останках. Снаряди, на думку опонентів, з однаковою ймовірністю могли належати як НКВС, так і фінським військовим, проте зміст нікелю в одному з них ставив під сумнів військову версію, оскільки на той час таких патронів не виробляли.
2019 року відбулася друга експедиція РВІТ у Сандармох під керівництвом С. А. Баринова, про початок котрої не оголосили прилюдно. Протягом 9 днів розкопок знайшли останки 16 осіб, на яких, згідно з оглядом, виявлено саморобне взуття (воно могло належати як жертвам гонінь, так і жертвам війни). Також знайшли патрони, які могли перебувати як на озброєнні НКВС, так і фінського війська, та якийсь склад різних речей. Одночасно з пошуковими роботами розгорнувся скандал із пресою, що висвітлювала подію: спецкор «Нової газети» виявила серед наданих С. А. Бариновим документів звернення від мінкульту Карелії з проханням про проведення пошуків, у якому така необхідність обґрунтовувалася тим, що пам'ять про жертв сталінських гонінь «активно використовується низкою країн у деструктивних інформаційно-пропагандистських акціях у сфері історичної свідомості», а «спекуляції навколо подій в урочищі… завдають шкоди міжнародному іміджу Росії» та консолідують «антиурядові сили». Також сталося зіткнення між кореспондентами телеканалу «Росія-24» та «Нової газети» з «Меморіалом», що розцінено останніми як спроба видалити незручних спостерігачів. Розкопки відвідав і публіцист Юган Бекман. Влітку 2020 року на онлайн-конференції РВІТ С. Г. Веригін заявив, що знахідки підтверджують його гіпотезу, проте спілка «Меморіал» зазначила, що насправді знахідки ані доводять, ані заперечують будь-що.
2020 року стало відомо про порушення Слідчим комітетом Російської Федерації кримінальної справи за фактом геноциду радянських громадян у Карелії під час Другої світової війни: згідно з пресрелізом відомства, фіни «закопували військовополонених живцем і спалювали в газових камерах», що викликало подив у фінських істориків. Незабаром після публікації офіційне повідомлення СК РФ зникло.

## Відео
- Україна нескорена. Сандормох, документальний фільм про розстріл
- На Соловках встановили український меморіальний камінь
- Народжений на Соловках